# Те Рата Махута
Те Рата Махута (маор. Te Rata Mahuta; 1877/1880, біля Ваахі, Хантлі, Нова Зеландія — 1 жовтня 1933, там же) — четвертий король маорі (1912—1933).

## Життєпис
Старший з п'яти синів короля Махута Тафіао та Те Марає, дочки вождя Амукете Те Кереі, загиблого у битві при Рангірірі в листопаді 1863 року.
Був коронований 24 листопада 1912 року через два тижні після смерті свого батька. 
Отримав хорошу освіту, але мав погане здоров'я. Страждав від кількох хвороб одразу, зокрема мав ревматичний артрит та проблеми з серцем. Через фізичні недоліки сучасники вважали його слабким та  несамостійним. Вважалося, що сам він відігравав другорядну роль, керувало ж народом маорі в цей час королівське оточення.
У 1914 році Те Рата Махута здійснив мандрівку до Англії з метою надання британському уряду петиції про порушення Договору Вайтанги. Петиція наголошувала, що землі маорі були незаконно конфісковані внаслідок Новозеландських земельних війн. 
Під час мандрівки Те Рата страждав від постійних приступів ревматизму. Так, під час зупинки в Гонолулу через загострення хвороби він не скористався запрошенням останньої гавайської королеви Ліліуокалані. Загострення хвороби продовжувалися і після прибуття до Англії 21 травня 1914 року. Те Рата був настільки хворим, що підсумку відмовився від зустрічі з важливими британськими чиновниками. Хоча його зустріч з королем Георгом V та його дружиною Марією Текською все-таки відбулася.
Під час візиту Те Рата до Англії розпочалась Перша Світова війна. Після повернення до Нової Зеландії постало питання чи повинні вояки маорі допомагати британцям у війні. Те Рата дипломатично рекомендував лишити це питання для особистого вибору кожного до моменту, поки проблема з конфіскацією земель не буде вирішена. Оточення ж короля в цей час відродило і поширювало релігію Пай Маріре, прибічники якої різко виступали проти військової служби. 
Був одружений з Те Уранге, дочкою Ірівати Варемакі та Хіра Ваті з Нгаті Корокі. В цьому шлюбі народилося двоє дітей:
- Корокі Махута Такяо Потатау Те Фероферо
- Тайпу Махута

Крім того, від другої дружини Те Рата Махута мав ще одного сина - Хорі (Джорджа) Те Рата.
Помер четвертий король маорі у Ваахі та був похований на горі Таупірі за традицією маорійських королів. 